# Трумф (пьеса)
«Трумф» («Подщипа») — шуто-трагедия в двух действиях, написанная И. А. Крыловым в 1800 году. Впервые была напечатана в 1871 году В. Ф. Кеневичем в журнале «Русская старина».
Автор делился своими воспоминаниями с М. Е. Лобановым о том, как реагировали на пьесу при её чтении в поместье Голицыных: «все помирали со смеху». По свидетельству современников сам автор высоко ценил эту пьесу.

## Сюжет
Сюжет пьесы направлен на высмеивание нравов высшего общества; пьеса раскрывает отношение автора к особенностям правления Павла I, его приверженности немецким порядкам. Через имена и особенности поведения героев пьесы автор раскрывает такие человеческие пороки, как трусость, глупость, жестокость и скупость. Трагедия выстраивается из традиционного набора персонажей и характерного александровского стиха. Комедия же выстроена за счёт говорящих имён персонажей и их фарсовом поведении.
Главные герои: прекрасная царевна Подщипа, за руку которой борются её возлюбленный князь Слюняй, и его соперник отвергаемый немецкий принц Трумф, ну и недалёкий царь Вакула — отец Подщипы — все наделены определёнными пороками. Трагедия молодой принцессы, которую хотят выдать за нелюбимого мужчину, война, которую объявляет отвергнутый принц, предательство возлюбленного представлены настолько комично, что не могут быть восприняты всерьёз.
Царевна Подщипа должна по велению отца выйти замуж за немецкого принца Трумфа. Но она влюблена в князя Слюняя и отказывает принцу. Тогда Трумф захватывает власть и обещает её вернуть Вакуле (царь и отец Подщипы), только после свадьбы с Подщипой. Трумфу отпор никто дать не может. Царевна, видя безвыходность ситуации, уговаривает своего любимого князя бежать и вместе покончить жизнь самоубийством. Но Слюняй слишком слабохарактерен, да и не так-то уж он принцессу и любит, чтобы себя лишить жизни. Власть царю Вакуле возвращает Цыганка, которая опаивает слабительным войска Трумфа. Вакула побеждает Трумфа, а хитрый Слюняй снова подлизывается к Подщипе.

## Адаптация
И. А. Крылов не предназначал пьесу для широкой публики, так как не собирался открыто выступать против власти Павла I. Пьеса была задумана автором, чтобы поддержать семейство, находящееся в опале, и впервые поставлена в усадьбе Голицыных в Казацком в их домашнем театре. П. Н. Берков пишет, что «Крылов нашёл изумительно удачную форму — сочетание принципов народного театра, народных игрищ с формой классической трагедии».
С 1905 года пьеса начала ставиться на большой сцене. Под названием «Трумф» в 1910 году пьеса была поставлена в Петербурге и в Москве в театре «Кривое зеркало».

## Критика
М. Е. Лобановым, вообще строго относящимся к ранним драматическим произведениям Крылова, был написан восхищённый отзыв о данной шуто-трагедии: «Это шалость, это проказы таланта. Но рассыпать в шутовской пьесе столько весёлости, столько остроты и сатирического духа — мог один Крылов. И в этом роде, каков он ни есть, в русской словесности нет ничего подобного. Создания характеров Вакулы, Подщипы и Слюняя суть создания карикатурно-гениальные».
Исследователи Гордины очень точно подметили связь еды и эмоций героев пьесы: «Трагический конфликт необходимо связан с победой духа над плотью, а фарсовый — с победой плоти над духом. В шуто-трагедии оба плана совмещены: чем выше парит дух, тем комичнее предаёт его плоть. Отсюда типично бытовой, сатирический и фарсовый мотив еды, который сопровождает все действие шуто-трагедии последовательными аналогиями духовных терзаний и страстей с процессами поглощения пищи и пищеварения».
Ироническое изображение духовных терзаний героев позволяет автору соединить «высокое» и «низкое» в пьесе. О. Б. Лебедева подмечает: «Крылов тщательно соблюдает каноническую форму трагедии классицизма — александрийский стих, но в качестве фарсового приёма речевого комизма пользуется типично комедийным приёмом: имитацией дефекта речи и иностранного акцента в речевых характеристиках князя Слюняя и немца Трумфа».
Исследователи отмечают сходство главного героя Трумфа с правящим императором Павлом I. В. И. Коровин указывает, что через Трумфа «осмеяна павловская муштра, пристрастие к вздорным, предписывающим бытовое поведение указам, к военной музыке, к наказаниям палками и насильственному солдафонскому веселью».